# NGC 4721
NGC 4721 (również PGC 43437) – galaktyka soczewkowata (S0), znajdująca się w gwiazdozbiorze Warkocza Bereniki. Odkrył ją Heinrich Louis d’Arrest 24 kwietnia 1865 roku.